# سکوسنگ

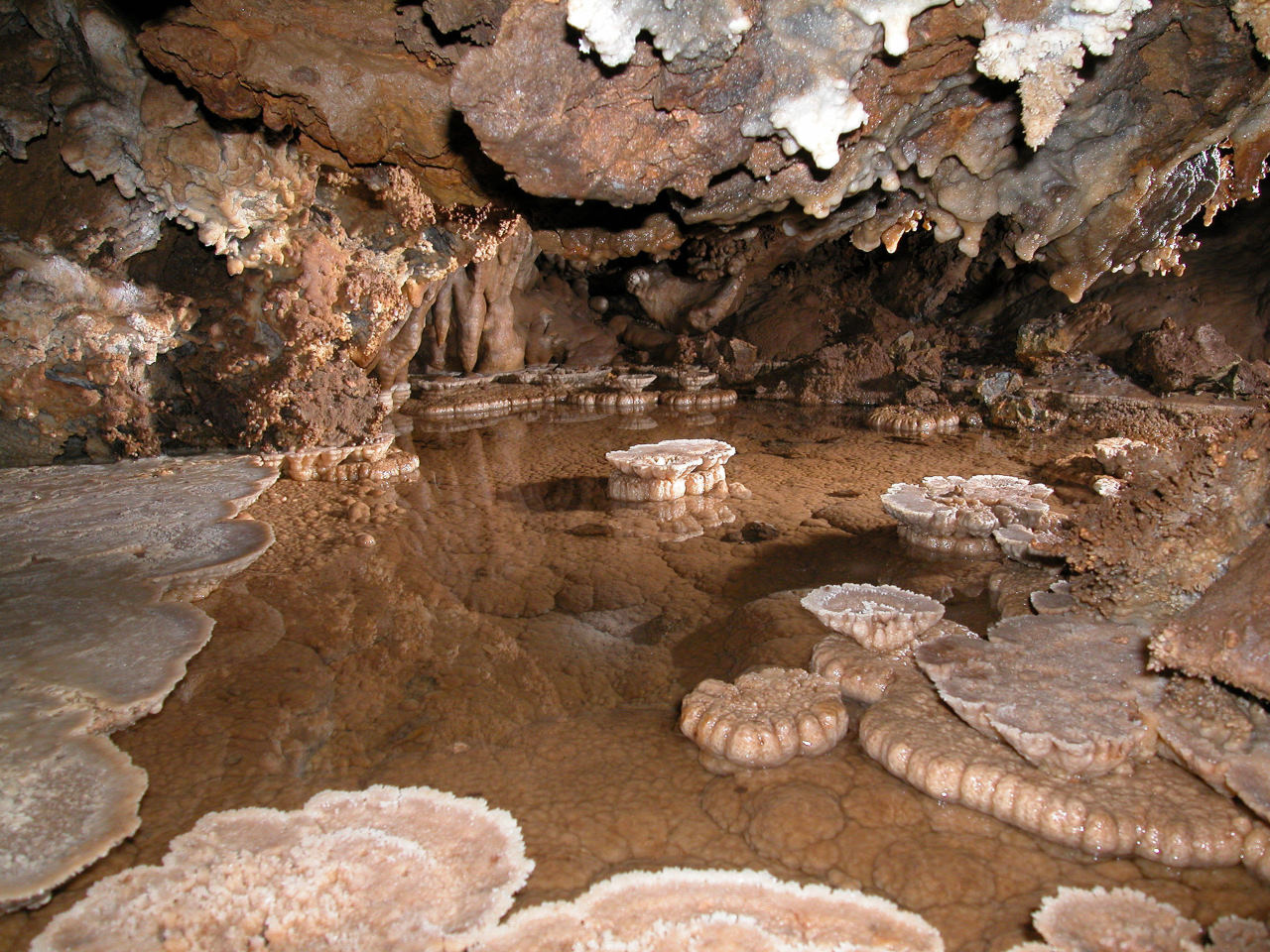
سکوسنگ‌ها از سمت لبه حوضچه به سمت داخل حوضچه رشد می‌کنند.

سَکّوسَنگ یا تاقچه‌سنگ (Shelfstone) نوعی غارنهشته است که از لبه حوضچه غار به سمت داخل گسترش می‌یابد و گاه به غارسنگ‌های دیگر غطه‌ور در حوضچه متصل می‌گردد. سکوسنگ شکل تاقچه‌هایی را به خود می‌گیرد که در بالا صاف و در زیر شیب‌دار هستند. این نوع از غارسنگ‌ها تقریباً همیشه از کلسیت تشکیل می‌شوند و شکل‌گیری آن‌ها زمانی رخ می‌دهد که موادی که از چکه کردن آب به حوضچه غار رسوب می‌کند به لبه‌های حوضچه متصل می‌شوند. رسوب‌گذاری به رشد جانبی خود در زیر ادامه می‌دهد.
وجود سکوسنگ‌ها در بالاتر از سطح آب فعلی در حوضچه نشانگر سطوح گذشته آب حوضچه است. زمانی که سطح آب در مدت طولانی ثابت بماند ضخامت سکوسنگ‌ها هم زیادتر می‌شود. اگر سطح آب مدام در حال تغییر باشد، سکوسنگ نازک و ظریف خواهد بود.

## نگاره‌ها

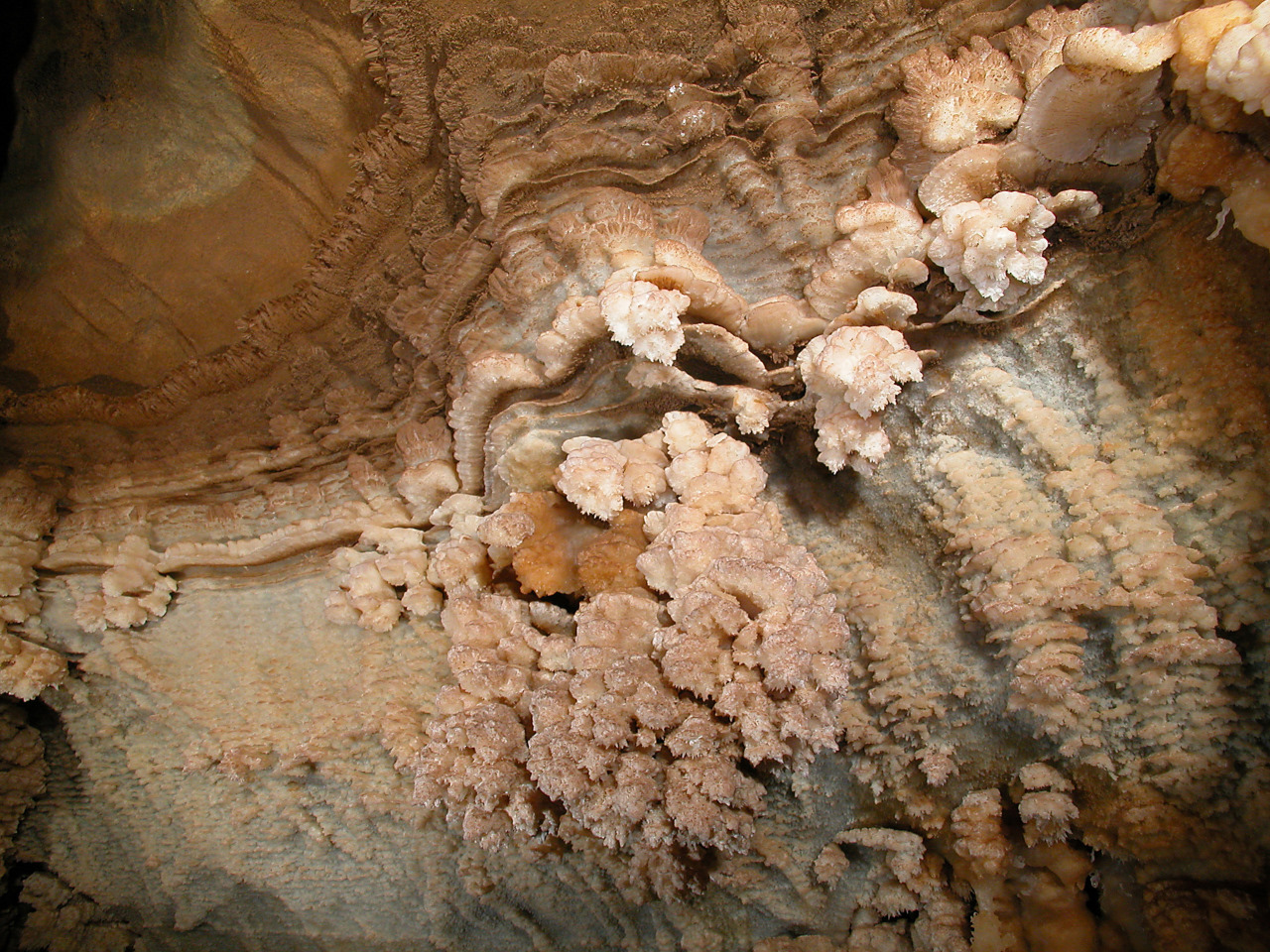
سکوسنگ‌های چندگانه
نمودار غارسنگ‌ها (سکوسنگ با برچسب S نشان داده شده است.)